# Lilltjärnen (Ovikens socken, Jämtland, 698794-137176)
Lilltjärnen är en sjö i Bergs kommun i Jämtland och ingår i Ljungans huvudavrinningsområde. Sjön har en area på 0,0571 kvadratkilometer och ligger 871 meter över havet.

## Delavrinningsområde
Lilltjärnen ingår i det delavrinningsområde (698868-137148) som SMHI kallar för Mynnar i Rövran. Medelhöjden är 945 meter över havet och ytan är 14,17 kvadratkilometer. Det finns ett avrinningsområde uppströms, och räknas det in blir den ackumulerade arean 21,78 kvadratkilometer. Lillån som avvattnar avrinningsområdet har biflödesordning 3, vilket innebär att vattnet flödar genom totalt 3 vattendrag innan det når havet efter 320 kilometer. Avrinningsområdet består mestadels av kalfjäll (98 procent). Avrinningsområdet har 0,06 kvadratkilometer vattenytor vilket ger det en sjöprocent på 0,4 procent.